# Llista d'asteroides/210401-210500
| Nom             | Designació provisional | Data de descobriment   | Lloc de descobriment | Descobridor/s                                          |
| --------------- | ---------------------- | ---------------------- | -------------------- | ------------------------------------------------------ |
| 210401 -        | 2007 VY253             | 14 de novembre de 2007 | Mount Lemmon         | Mount Lemmon Survey                                    |
| 210402 -        | 2007 VJ254             | 15 de novembre de 2007 | Catalina             | CSS                                                    |
| 210403 -        | 2007 VW264             | 13 de novembre de 2007 | Kitt Peak            | Spacewatch                                             |
| 210404 -        | 2007 VO299             | 12 de novembre de 2007 | Catalina             | CSS                                                    |
| 210405 -        | 2007 VG300             | 13 de novembre de 2007 | Catalina             | CSS                                                    |
| 210406 -        | 2007 VG308             | 5 de novembre de 2007  | Kitt Peak            | Spacewatch                                             |
| 210407 -        | 2007 VS315             | 8 de novembre de 2007  | Catalina             | CSS                                                    |
| 210408 -        | 2007 WF6               | 17 de novembre de 2007 | Socorro              | LINEAR                                                 |
| 210409 -        | 2007 WD7               | 18 de novembre de 2007 | Socorro              | LINEAR                                                 |
| 210410 -        | 2007 WX11              | 18 de novembre de 2007 | Mount Lemmon         | Mount Lemmon Survey                                    |
| 210411 -        | 2007 WN58              | 17 de novembre de 2007 | Kitt Peak            | Spacewatch                                             |
| 210412 -        | 2007 WD60              | 21 de novembre de 2007 | Mount Lemmon         | Mount Lemmon Survey                                    |
| 210413 -        | 2007 XL4               | 3 de desembre de 2007  | Catalina             | CSS                                                    |
| 210414 -        | 2007 XT4               | 3 de desembre de 2007  | San Marcello         | San Marcello                                           |
| 210415 -        | 2007 XD6               | 4 de desembre de 2007  | Catalina             | CSS                                                    |
| 210416 -        | 2007 XJ7               | 4 de desembre de 2007  | Mount Lemmon         | Mount Lemmon Survey                                    |
| 210417 -        | 2007 XW10              | 4 de desembre de 2007  | Mount Lemmon         | Mount Lemmon Survey                                    |
| 210418 -        | 2007 XZ12              | 4 de desembre de 2007  | Kitt Peak            | Spacewatch                                             |
| 210419 -        | 2007 XK41              | 15 de desembre de 2007 | Socorro              | LINEAR                                                 |
| 210420 -        | 2007 XP44              | 15 de desembre de 2007 | Kitt Peak            | Spacewatch                                             |
| 210421 -        | 2007 YD3               | 19 de desembre de 2007 | Piszkéstető          | K. Sárneczky                                           |
| 210422 -        | 2007 YP15              | 16 de desembre de 2007 | Kitt Peak            | Spacewatch                                             |
| 210423 -        | 2007 YW51              | 30 de desembre de 2007 | Kitt Peak            | Spacewatch                                             |
| 210424 -        | 2008 AO7               | 10 de gener de 2008    | Kitt Peak            | Spacewatch                                             |
| 210425 -        | 2008 AM31              | 10 de gener de 2008    | Calvin-Rehoboth      | Calvin College                                         |
| 210426 -        | 2008 AV72              | 7 de gener de 2008     | Great Shefford       | P. Birtwhistle                                         |
| 210427 -        | 2008 EB93              | 1 de març de 2008      | Mount Lemmon         | Mount Lemmon Survey                                    |
| 210428 -        | 2008 SM168             | 28 de setembre de 2008 | Socorro              | LINEAR                                                 |
| 210429 -        | 2008 UG230             | 25 d'octubre de 2008   | Kitt Peak            | Spacewatch                                             |
| 210430 -        | 2008 WO79              | 20 de novembre de 2008 | Kitt Peak            | Spacewatch                                             |
| 210431 -        | 2008 WH82              | 20 de novembre de 2008 | Kitt Peak            | Spacewatch                                             |
| 210432 -        | 2008 XA7               | 8 de desembre de 2008  | Calar Alto           | F. Hormuth                                             |
| 210433 -        | 2008 YT1               | 21 de desembre de 2008 | Calar Alto           | F. Hormuth                                             |
| 210434 -        | 2008 YH14              | 20 de desembre de 2008 | Lulin Observatory    | LUSS                                                   |
| 210435 -        | 2008 YD26              | 28 de desembre de 2008 | Piszkéstető          | K. Sárneczky                                           |
| 210436 -        | 2008 YZ29              | 29 de desembre de 2008 | Vicques              | M. Ory                                                 |
| 210437 -        | 2008 YR38              | 29 de desembre de 2008 | Catalina             | CSS                                                    |
| 210438 -        | 2008 YW61              | 30 de desembre de 2008 | Mount Lemmon         | Mount Lemmon Survey                                    |
| 210439 -        | 2008 YO63              | 30 de desembre de 2008 | Mount Lemmon         | Mount Lemmon Survey                                    |
| 210440 -        | 2008 YD104             | 29 de desembre de 2008 | Kitt Peak            | Spacewatch                                             |
| 210441 -        | 2008 YW127             | 30 de desembre de 2008 | Kitt Peak            | Spacewatch                                             |
| 210442 -        | 2008 YL135             | 30 de desembre de 2008 | OAM                  | La Sagra                                               |
| 210443 -        | 2009 BN                | 16 de gener de 2009    | Chante-Perdrix       | Chante-Perdrix                                         |
| 210444 Frithjof | 2009 BX                | 16 de gener de 2009    | Calar Alto           | F. Hormuth                                             |
| 210445 -        | 2009 BO1               | 17 de gener de 2009    | RAS                  | A. Lowe                                                |
| 210446 -        | 2009 BH64              | 20 de gener de 2009    | Catalina             | CSS                                                    |
| 210447 -        | 2009 BE70              | 25 de gener de 2009    | Catalina             | CSS                                                    |
| 210448 -        | 2009 BW78              | 30 de gener de 2009    | Kachina              | Kachina                                                |
| 210449 -        | 2136 P-L               | 24 de setembre de 1960 | Palomar              | C. J. van Houten, I. van Houten-Groeneveld, T. Gehrels |
| 210450 -        | 2619 P-L               | 24 de setembre de 1960 | Palomar              | C. J. van Houten, I. van Houten-Groeneveld, T. Gehrels |
| 210451 -        | 2806 P-L               | 24 de setembre de 1960 | Palomar              | C. J. van Houten, I. van Houten-Groeneveld, T. Gehrels |
| 210452 -        | 2032 T-2               | 29 de setembre de 1973 | Palomar              | C. J. van Houten, I. van Houten-Groeneveld, T. Gehrels |
| 210453 -        | 2673 T-3               | 11 d'octubre de 1977   | Palomar              | C. J. van Houten, I. van Houten-Groeneveld, T. Gehrels |
| 210454 -        | 4307 T-3               | 16 d'octubre de 1977   | Palomar              | C. J. van Houten, I. van Houten-Groeneveld, T. Gehrels |
| 210455 -        | 1981 EY44              | 7 de març de 1981      | Siding Spring        | S. J. Bus                                              |
| 210456 -        | 1991 TQ9               | 6 d'octubre de 1991    | Kitt Peak            | Spacewatch                                             |
| 210457 -        | 1993 FH9               | 17 de març de 1993     | La Silla             | UESAC                                                  |
| 210458 -        | 1993 FV42              | 19 de març de 1993     | La Silla             | UESAC                                                  |
| 210459 -        | 1993 TC26              | 9 d'octubre de 1993    | La Silla             | E. W. Elst                                             |
| 210460 -        | 1994 AD9               | 8 de gener de 1994     | Kitt Peak            | Spacewatch                                             |
| 210461 -        | 1994 CN7               | 15 de febrer de 1994   | Kitt Peak            | Spacewatch                                             |
| 210462 -        | 1994 SS6               | 28 de setembre de 1994 | Kitt Peak            | Spacewatch                                             |
| 210463 -        | 1994 SC10              | 28 de setembre de 1994 | Kitt Peak            | Spacewatch                                             |
| 210464 -        | 1994 VW7               | 5 de novembre de 1994  | Kitt Peak            | Spacewatch                                             |
| 210465 -        | 1994 XB2               | 1 de desembre de 1994  | Kitt Peak            | Spacewatch                                             |
| 210466 -        | 1995 FL5               | 23 de març de 1995     | Kitt Peak            | Spacewatch                                             |
| 210467 -        | 1995 HW3               | 26 d'abril de 1995     | Kitt Peak            | Spacewatch                                             |
| 210468 -        | 1995 SW8               | 17 de setembre de 1995 | Kitt Peak            | Spacewatch                                             |
| 210469 -        | 1995 SA9               | 17 de setembre de 1995 | Kitt Peak            | Spacewatch                                             |
| 210470 -        | 1995 SO18              | 18 de setembre de 1995 | Kitt Peak            | Spacewatch                                             |
| 210471 -        | 1995 SC19              | 18 de setembre de 1995 | Kitt Peak            | Spacewatch                                             |
| 210472 -        | 1995 SX24              | 19 de setembre de 1995 | Kitt Peak            | Spacewatch                                             |
| 210473 -        | 1995 SQ52              | 29 de setembre de 1995 | Kitt Peak            | Spacewatch                                             |
| 210474 -        | 1995 ST58              | 24 de setembre de 1995 | Kitt Peak            | Spacewatch                                             |
| 210475 -        | 1995 SC64              | 26 de setembre de 1995 | Kitt Peak            | Spacewatch                                             |
| 210476 -        | 1995 UF1               | 22 d'octubre de 1995   | Kleť                 | Kleť                                                   |
| 210477 -        | 1995 UD18              | 18 d'octubre de 1995   | Kitt Peak            | Spacewatch                                             |
| 210478 -        | 1995 UN66              | 17 d'octubre de 1995   | Kitt Peak            | Spacewatch                                             |
| 210479 -        | 1995 XE5               | 14 de desembre de 1995 | Kitt Peak            | Spacewatch                                             |
| 210480 -        | 1996 EH7               | 11 de març de 1996     | Kitt Peak            | Spacewatch                                             |
| 210481 -        | 1996 HQ1               | 20 d'abril de 1996     | Haleakala            | AMOS                                                   |
| 210482 -        | 1996 RW1               | 11 de setembre de 1996 | Haleakala            | NEAT                                                   |
| 210483 -        | 1996 RG7               | 5 de setembre de 1996  | Kitt Peak            | Spacewatch                                             |
| 210484 -        | 1996 RG19              | 15 de setembre de 1996 | Kitt Peak            | Spacewatch                                             |
| 210485 -        | 1996 TK                | 3 d'octubre de 1996    | Prescott             | P. G. Comba                                            |
| 210486 -        | 1996 TW18              | 4 d'octubre de 1996    | Kitt Peak            | Spacewatch                                             |
| 210487 -        | 1996 VM9               | 3 de novembre de 1996  | Kitt Peak            | Spacewatch                                             |
| 210488 -        | 1996 XT10              | 2 de desembre de 1996  | Kitt Peak            | Spacewatch                                             |
| 210489 -        | 1997 AB22              | 15 de gener de 1997    | Chichibu             | N. Sato                                                |
| 210490 -        | 1997 CN11              | 3 de febrer de 1997    | Kitt Peak            | Spacewatch                                             |
| 210491 -        | 1997 GP2               | 7 d'abril de 1997      | Kitt Peak            | Spacewatch                                             |
| 210492 -        | 1997 ST9               | 28 de setembre de 1997 | Kitt Peak            | Spacewatch                                             |
| 210493 -        | 1997 SO23              | 29 de setembre de 1997 | Kitt Peak            | Spacewatch                                             |
| 210494 -        | 1997 SO34              | 28 de setembre de 1997 | Lake Clear           | K. A. Williams                                         |
| 210495 -        | 1998 FK53              | 20 de març de 1998     | Socorro              | LINEAR                                                 |
| 210496 -        | 1998 FP67              | 20 de març de 1998     | Socorro              | LINEAR                                                 |
| 210497 -        | 1998 HH5               | 22 d'abril de 1998     | Kitt Peak            | Spacewatch                                             |
| 210498 -        | 1998 HZ10              | 17 d'abril de 1998     | Kitt Peak            | Spacewatch                                             |
| 210499 -        | 1998 HM21              | 20 d'abril de 1998     | Socorro              | LINEAR                                                 |
| 210500 -        | 1998 HN25              | 18 d'abril de 1998     | Kitt Peak            | Spacewatch                                             |